# Челнова
Челнова (укр. Човнова) — село на Украине, находится в Хорошевском районе Житомирской области.
Население по переписи 2001 года составляет 169 человек. Почтовый индекс — 12125. Телефонный код — 4145. Занимает площадь 7,34 км².

## Адрес местного совета
12125, Житомирская область, Хорошевский р-н, с.Зубринка, ул.Пушкина